# Al-Dhafra FC
Az Al-Dhafra FC (arabul: نادي الظفرة لكرة القدم) arab emírségekbeli labdarúgócsapat. Székhelye Madinat Zayed városában van. A klubot 2000-ben alapították. Hazai mérkőzéseit az Al-Dhafra Stadionban játssza.

## Története
A csapatot 2000-ben alapították.

## Ismert játékosok
- Waltner Róbert: 2007–2008 (kölcsönben)

## A csapat edzői
- Amár Szúaja (2007)
- Ayman El Ramadi (2007–08)

- Mohammad Kwid (2008)
- Eid Baroud (2008–09)
- Laurent Banide (2009–10)
- Michel Decastel (2010)
- Alexandre Guimarães (2010–11)
- Mohammad Kwid (2011)
- Baltemar Brito (2011)
- Džemal Hadžiabdić (2011–12)
- Laurent Banide (2012–13)
- Abdullah Mesfer (2013–14)
- Anel Karabeg (2014)
- Marin Ion (2014–15)
- Mohammad Kwid (2015–18)
- Gjoko Hadžievski (2018)
- Vuk Rašović (2018–2020)
- Aleksandar Veselinović (2020–2021)
- Mohammad Kwid (2021)
- Rogério Micale (2021–2022)
- Nebojša Vignjević (2022)
- Aleksandar Veselinović (2022–2023)
- Badr Al Idrissi (2023–)